# Сербичанська сільська рада
Сербича́нська сільська́ ра́да — адміністративно-територіальна одиниця та орган місцевого самоврядування в Сокирянському районі Чернівецької області. Адміністративний центр — село Сербичани.

## Загальні відомості
- Населення ради: 1 570 осіб (станом на 2001 рік)

## Населені пункти
Сільській раді підпорядковані населені пункти:
- с. Сербичани

## Склад ради
Рада складається з 16 депутатів та голови.
- Голова ради: Братушко Михайло Дмитрович
- Секретар ради: Козак Олена Валеріївна

### Керівний склад попередніх скликань
| Прізвище, ім'я, по батькові | Основні відомості                                                                     | Дата обрання | Дата звільнення |
| --------------------------- | ------------------------------------------------------------------------------------- | ------------ | --------------- |
| Лазаренко Лідія Євгенівна   | Сільський голова, 1951 року народження, член Всеукраїнського об'єднання «Батьківщина» | 26.03.2006   | 31.10.2010      |
| Братушко Михайло Дмитрович  | Сільський голова, 1976 року народження, освіта вища, безпартійний                     | 31.10.2010   |                 |

Примітка: таблиця складена за даними сайту Верховної Ради України

### Депутати
За результатами місцевих виборів 2010 року депутатами ради стали:

#### За суб'єктами висування
| Суб'єкт висування | Кількість обраних депутатів | %   |
| ----------------- | --------------------------- | --- |
| Самовисування     | 16                          | 100 |

#### За округами
| № округу | Прізвище, ім'я, по батькові      | Дата визнання обраним | Освіта  | Партійна приналежність                        | Відомості про обраного депутата                      |
| -------- | -------------------------------- | --------------------- | ------- | --------------------------------------------- | ---------------------------------------------------- |
| 1        | Заришняк Алла Михайлівна         | 08.11.2010            | середня | позапартійна                                  | Сокирянська санітарно-епідеміологічна станція, лікар |
| 2        | Берназюк Наталя Василівна        | 07.11.2010            | середня | позапартійна                                  | РЦЛ, медсестра                                       |
| 3        | Ладан Микола Валентинович        | 08.11.2010            | середня | позапартійний                                 | Сокирянське лісове господарство, майстер лісу        |
| 4        | Тимко Леонід Миколайович         | 07.11.2010            | середня | член Політичної партії «Фронт Змін»           | підприємець                                          |
| 5        | Ожеван Василь Ульянович          | 07.11.2010            | середня | позапартійний                                 | пенсіонер                                            |
| 6        | Пульбер Павло Іванович           | 07.11.2010            | середня | позапартійний                                 | тимчасово не працює                                  |
| 7        | Гордій Іванна Миколаївна         | 07.11.2010            | вища    | позапартійна                                  | Сербичанська загальноосвітня школа, вчитель          |
| 8        | Ладан Павло Васильович           | 07.11.2010            | середня | позапартійний                                 | Філія «Голдтранс», директор                          |
| 9        | Костишин Майя Євгенівна          | 08.11.2010            | вища    | позапартійна                                  | тимчасово не працює                                  |
| 10       | Костишин Юлія Миколаївна         | 07.11.2010            | вища    | позапартійна                                  | тимчасово не працює                                  |
| 11       | Олійник Валерій Миколайович      | 07.11.2010            | середня | позапартійний                                 | тимчасово не працює                                  |
| 12       | Кулик Надія Анатоліївна          | 08.11.2010            | вища    | член Всеукраїнського об'єднання «Батьківщина» | Сербичанська загальноосвітня школа, директор         |
| 13       | Костишен Марко Іванович          | 07.11.2010            | вища    | позапартійний                                 | Романківецька МТС, генеральний директор              |
| 14       | Добровольський Руслан Ілліч      | 08.11.2010            | середня | позапартійний                                 | РЦЛ, головний енергетик                              |
| 15       | Козак Олена Валеріївна           | 08.11.2010            | вища    | позапартійна                                  | Сербичанська сільська рада, секретар                 |
| 16       | Бучацький Мирослав В'ячеславович | 07.11.2010            | вища    | позапартійний                                 | тимчасово не працює                                  |